# Rodion Cămătaru
Rodion Gorun Cămătaru (Strehaia, 22 giugno 1958) è un ex calciatore romeno, di ruolo attaccante.

## Carriera
Ha debuttato nel campionato di calcio rumeno con l'Universitatea Craiova nel 1974. Ha trascorso 12 stagioni nell'Universitatea Craiova vincendo il campionato di calcio rumeno nel 1980 e nel 1981. Nel 1986 è stato trasferito alla Dinamo Bucarest, dove alla prima stagione nel nuovo club è diventato capocannoniere del campionato di calcio rumeno con 44 gol in 33 partite. Tale cifra di gol gli avrebbe consentito di vincere la Scarpa d'oro che invece gli è stata poi revocata. Si è ritirato nel 1993, dopo aver giocato nel campionato di calcio belga e dal 1989 nel campionato di calcio olandese. Cămătaru ha segnato il suo ultimo gol da professionista il 20 maggio 1993, nella finale di Coppa dei Paesi Bassi persa 6-2 contro l'Ajax Amsterdam e giocata vestendo la maglia dell'SC Heerenveen.
Cămătaru ha vestito la maglia della Nazionale di calcio rumena 75 volte, segnando 22 gol. Ha rappresentato il suo paese nel Campionato europeo di calcio del 1984 e nel Campionato mondiale di calcio del 1990.

## Palmarès

### Club

#### Competizioni nazionali
- Campionato rumeno: 2

Univ. Craiova: 1979-1980, 1980-1981
- Coppa di Romania: 4

Univ. Craiova: 1976-1977, 1977-1978, 1980-1981, 1982-1983

#### Nazionale
- Coppa dei Balcani per nazioni: 1

1980